# Бензонітрил
Бензонітрил — хімічна сполука з формулою C6H5(CN), скорочено PhCN. Ця ароматна органічна сполука являє собою безбарвну рідину з солодким гірко-мигдальним запахом.

## Виробництво
Бензонітрил створюють шляхом окислення толуену, тобто його реакції з аміаком і киснем (або повітрям) при температурах 400—450 °C:
C6H5CH3 + 3/2 O2 + NH3 → C6H5(CN) + 3 H2O
У лабораторії його можна отримати шляхом дегідратації бензаміду або оксимбензальдегіду або за допомогою реакції Розенмунда-фон Брауна з використанням ціаніду міді або NaCN / DMSO та бромбензолу:

## Застосування
Бензонітрил є корисним розчинником та використовується для утворення багатьох похідних. Він реагує з амінами, утворюючи після гідролізу N-заміщені бензаміди. Це попередник дифенілкетиміну Ph2C=NH за допомогою реакції з бромідом фенілмагнію з подальшим метанолізом.
Бензонітрил утворює координаційні комплекси з перехідними металами. Один із прикладів є PdCl2(PhCN)2. Бензонітрильні ліганди легко витісняються сильнішими лігандами, що робить бензонітрильні комплекси корисними синтетичними проміжними продуктами.

## Історія
Про бензонітрил повідомив Герман Фелінг у 1844 році. Він знайшов цю сполуку як продукт термічної дегідратації бензоату амонію. Він визначив його будову з вже відомої аналогічної реакції форміату амонію з утворенням ціаністого водню. Він також ввів назву бензонітрил, яка дала назву всій групі нітрилів.
У 2018 році з'явилося повідомлення про виявлення бензонітрилу в міжзоряному середовищі.